# NGC 3810
NGC 3810 is een spiraalvormig sterrenstelsel in het sterrenbeeld Leeuw. Het hemelobject ligt 55 miljoen lichtjaar van de Aarde verwijderd en werd op 15 maart 1784 ontdekt door de Duits-Britse astronoom William Herschel.

## Synoniemen
- UGC 6644
- MCG 2-30-10
- ZWG 68.24
- IRAS 11383+1144
- PGC 36243